# Metopobactrus cavernicola
Metopobactrus cavernicola là một loài nhện trong họ Linyphiidae.
Loài này thuộc chi Metopobactrus. Metopobactrus cavernicola được Jörg Wunderlich miêu tả năm 1992.